# Цинлун-Маньчжурский автономный уезд
Цинлу́н-Маньчжу́рский автономный уезд (кит. упр. 青龙满族自治县, пиньинь Qīnglóng mǎnzú zìzhìxiàn) — автономный уезд городского округа Циньхуандао провинции Хэбэй (КНР). Уезд назван по реке Цинлунхэ.

## История
В 1933 году японские войска захватили китайские земли севернее Великой стены и присоединили их к государству Маньчжоу-го. Из находившихся севернее Великой стены частей уездов Фунин, Линьюй и Цяньань марионеточными властями был создан уезд Цинлун (青龙县), который вошёл в состав провинции Жэхэ.
В 1955 году провинция Жэхэ была расформирована, и уезд Цинлун был включён в состав Специального района Чэндэ (承德专区) провинции Хэбэй. В 1960 году Специальный район Чэндэ был расформирован, и уезд Цинлун перешёл под юрисдикцию властей города Чэндэ, но в 1961 году Специальный район Чэндэ был восстановлен, и уезд вернулся в его состав. В 1962 году из уезда Цинлун был выделен уезд Куаньчэн. В 1970 году Специальный район Чэндэ был переименован в Округ Чэндэ (承德地区).
В 1983 году был расформирован Округ Таншань (唐山地区), и образован Городской округ Циньхуандао .В 1986 году уезд Цинлун был передан в состав Циньхуандао, будучи при этом преобразованым в Цинлун-Маньчжурский автономный уезд.

## Административное деление
Цинлун-Маньчжурский автономный уезд делится на 11 посёлков и 14 волостей.